# 29991 Dazimmerman
29991 Dazimmerman este un asteroid din centura principală de asteroizi.

## Descriere
29991 Dazimmerman este un asteroid din centura principală de asteroizi. A fost descoperit pe 3 ianuarie 2000 la Socorro, New Mexico, în cadrul proiectului LINEAR. Asteroidul prezintă o orbită caracterizată de o semiaxă mare de 2,97 ua, o excentricitate de 0,03 și o înclinație de 2,1° în raport cu ecliptica.